# Kinotavr 2013
Le Kinotavr 2013, 24e édition du festival, s'est déroulé du 2 au 9 juin 2013.

## Déroulement et faits marquants
Le film Le Géographe a bu son globe d'Alexandre Veledinski remporte le Grand Prix, Vitali Manski remporte le Prix de la mise en scène pour Pipeline et le Prix du meilleur premier film est remis au film Lieux intimes de Natalia Merkoulova et Alexeï Tchoupov.

## Jury[2]
- Alexandre Mitta (président du jury), réalisateur, scénariste
- Lyubov Arkus, réalisateur
- Anatoli Bely, acteur
- Anton Dolin, critique
- Sergeï Melkoumov, producteur
- Youri Poteenko, compositeur
- Victoria Tolstoganova, actrice

## Sélection

### En compétition[3]
- Le Géographe a bu son globe (Географ глобус пропил) d'Alexandre Veledinski
- Dialogues d'Ira Volkova
- Thirst de Dmitri Tyurin
- Ivan son of Amir de Maxim Panfilov
- Lieux intimes de Natalia Merkoulova et Alexeï Tchoupov
- Le Major  (Майор) de Youri Bykov
- Les Femmes célestes de la prairie mari d'Alekseï Fedortchenko
- Bite The Dust de Taisia Igumentseva
- The Delivery Guy d'Andreï Stempkovski
- Shame (Стыд) de Yousoup Razykov
- Pipeline de Vitali Manski
- En attendant la mer (В ожидании моря) de Bakhtiar Khudojnazarov

## Palmarès[4]
- Grand Prix : Le Géographe a bu son globe d'Alexandre Veledinski.
- Prix de la mise en scène : Pipeline de Vitali Manski.
- Prix du meilleur premier film : Lieux intimes de Natalia Merkoulova et Alexeï Tchoupov.
- Prix du meilleur acteur : Constantin Khabenski pour son rôle dans Le Géographe a bu son globe.
- Prix de la meilleure actrice : Youlia Aoug pour son rôle dans Lieux intimes.
- Prix de la meilleure photographie : Sandor Berkesi pour Les Femmes célestes de la prairie mari.
- Prix du meilleur scénario : Denis Osokin pour Les Femmes célestes de la prairie mari.
- Prix de la meilleure musique : Le Géographe a bu son globe.
- Prix spécial du jury : l'ensemble des acteurs de Thirst de Dmitri Tyurin.